# Европейский центр космических исследований и технологий
Европейский центр космических исследований и технологий (англ. European Space Research and Technology Centre, ESTEC) — главный центр Европейского космического агентства (ЕКА) по разработке и испытанию космических аппаратов и космической техники. Расположен в Нордвейке, Южная Голландия, на западе Нидерландов, хотя и в нескольких километрах от деревни, но непосредственно связан с самым северным районом близлежащего города Катвейк.
В ESTEC около 2500 инженеров, техников и учёных занимаются проектированием миссий, космическими кораблями и космическими технологиями. ESTEC предоставляет обширное испытательное мощности для проверки правильной работы космических аппаратов, такие как большой космический тренажер (LSS), акустические и электромагнитные испытательные стенды, многоосевые вибрационные столы и лаборатория ESA Propulsion Laboratories (EPL). Перед запуском почти всё оборудование, которое запускает ЕКА, в той или иной степени тестируется в ESTEC.
Space Expo является центром посетителей ESTEC. В нём есть постоянная экспозиция, посвящённая исследованию космоса.

## Деятельность
- Оценка будущей миссии
- Текущая поддержка проекта
- Испытательный центр
- Операции

## История

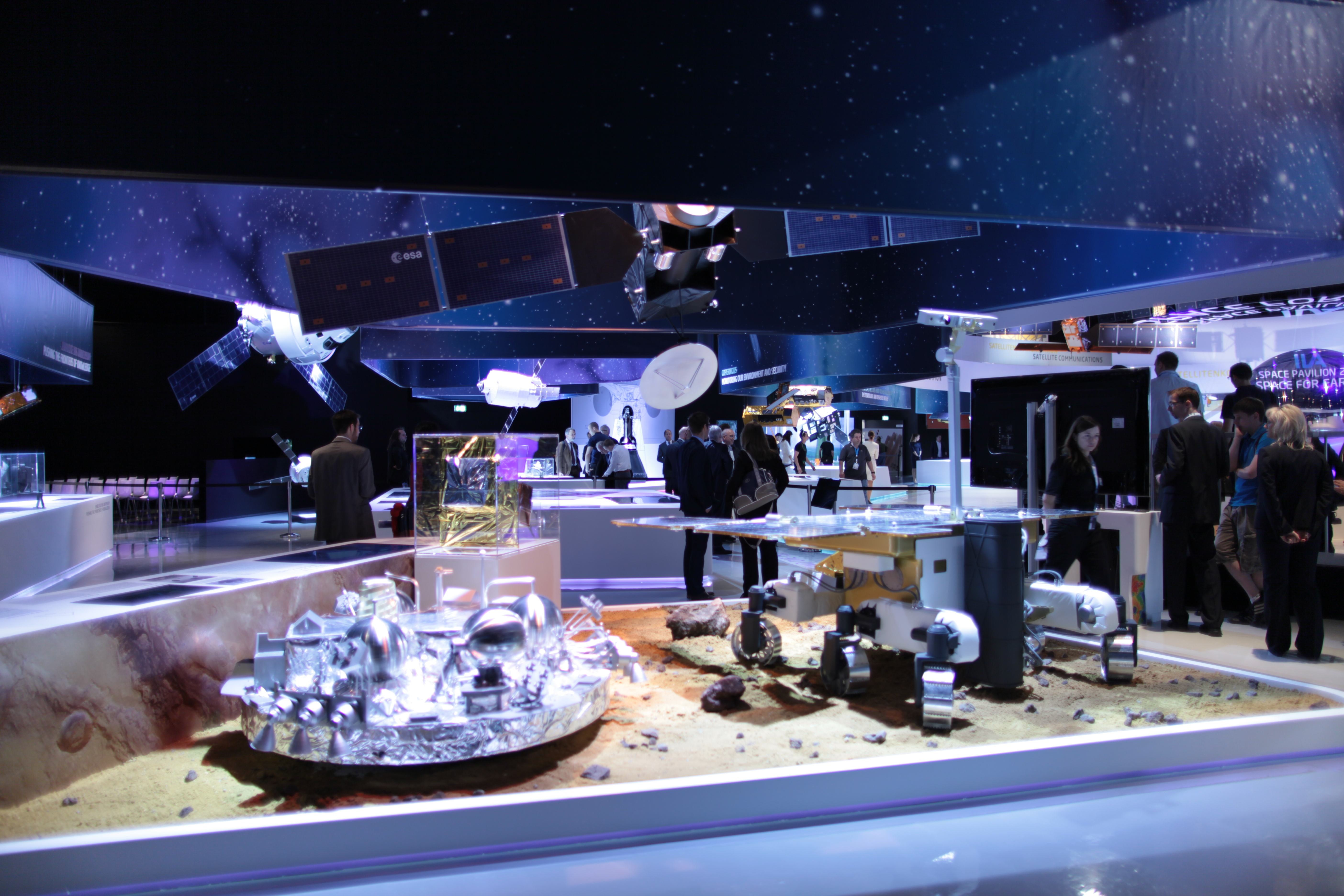
Модели ExoMars EDM Schiaparelli и ExoMars Rover на выставке ESTEC, 2014 год

Европейский центр космических исследований и технологий (ESTEC) был основан в 1968 году. Центр должен был стать ядром Европейской организации космических исследований (ESRO). В его обязанности входило проектирование и тестирование спутников и их полезных нагрузок, интеграция научных инструментов в эти полезные нагрузки и организация их запуска. В некоторых случаях государства-члены должны были производить научные инструменты для ESRO или производить их в рамках своих собственных национальных усилий и компенсировать затраты ESTEC за его услуги. На практике национальные организации просто использовали ESTEC в качестве обслуживающей организации и предоставили ей возможность оплачивать свои усилия из бюджета ESRO. После отчёта Банье предприятие получило общие исполнительные полномочия по разработке космических кораблей и было объединено с ESLAB. Центр управления спутниками также был перенесен в ESOC. Первоначально ESTEC планировалось разместить в Делфте (Южная Голландия), но из-за непредвиденных трудностей вместо него был выбран Нордвейк.

## Испытательный центр ЕКА

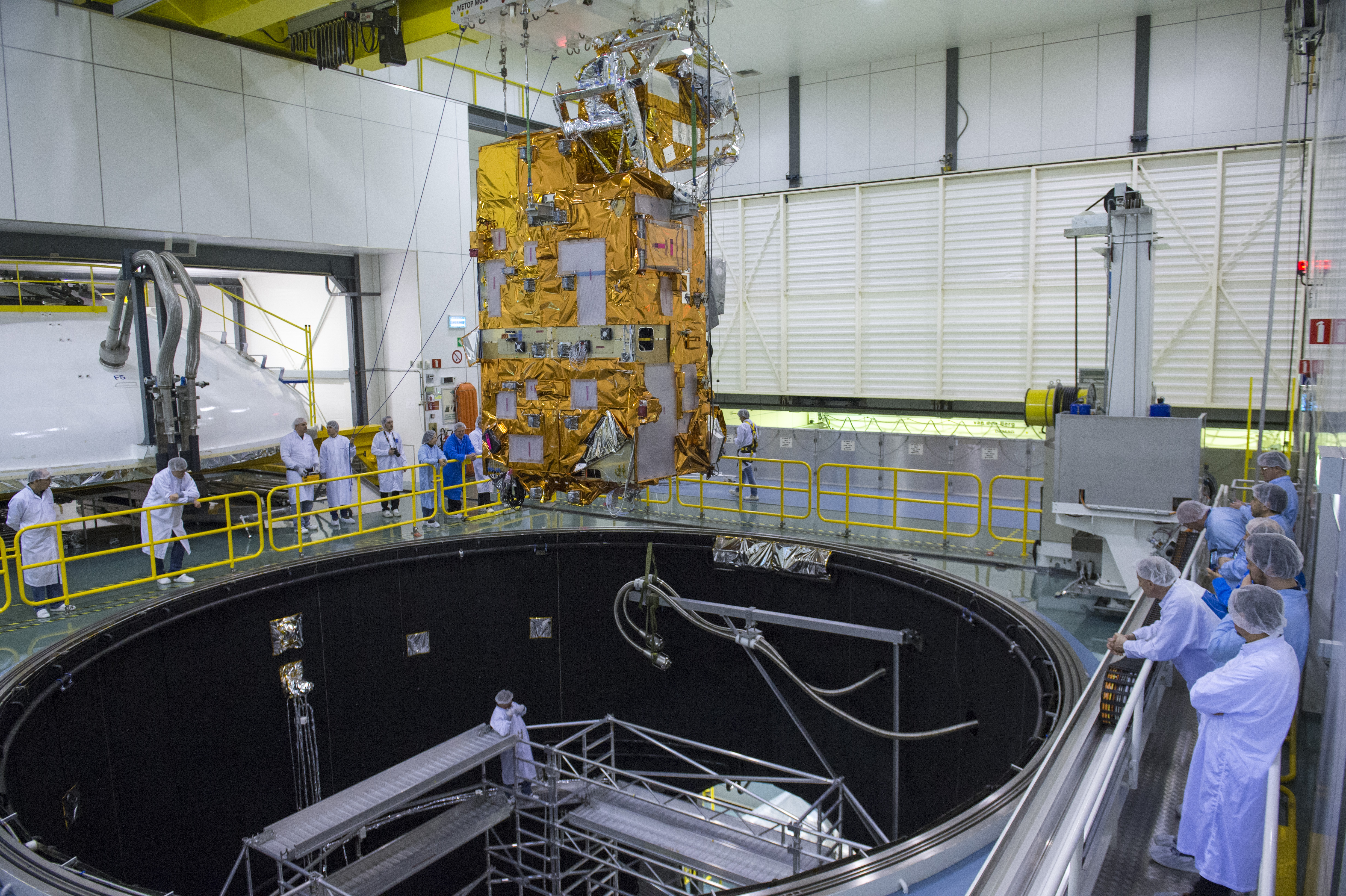
Модуль полезной нагрузки MetOp -C опускают в Большой симулятор космического пространства, 2017 год.

В 1964 году ESRO решила создать независимый испытательный центр, который стал бы частью ESTEC. Первое здание с вибрационными и термовакуумными установками (названное корпусом F) было завершено в 1966 году, а первым испытанным спутником стал спутник ESRO-1 в 1968 году. С 1970-х до конца 1980-х годов испытательный центр был расширен за счёт следующих объектов: динамическая испытательная камера (DTC) в 1975 году, Мультишейкер в 1983 году, EMC в 1985 году, Большой космический симулятор (путём расширения DTC) в 1986 году. Большая европейская акустическая установка (LEAF) в 1989 году и компактный полигон для испытаний полезной нагрузки (CPTR) в 1990 году.
В 1990-х и 2000-х годах были добавлены следующие основные объекты: система гидравлического вибростенда (HYDRA), здание Fr с дополнительными чистыми помещениями (2000), большой объект EMC (Maxwell) и вибростенд QUAD в 2008.
В 1997 году испытания и техническое обслуживание оборудования были переданы в субподряд консорциуму COMET, а в 2000 году управление испытаниями, техническое обслуживание, эксплуатация и маркетинг испытательного центра были переданы European Test Services BV (дочерняя компания IABG mbH и Intespace SA); Объекты по-прежнему принадлежат ЕКА, которое отвечает за разработку, методики испытаний, проектирование, связанное с испытаниями, и контроль субподрядчиков.
С 2000 года проводятся испытания не только для космической промышленности, но и для аэрокосмических, железнодорожных, транспортных, морских и энергетических испытаний для таких клиентов, как ABB, ALSTOM, Airbus, Bombardier и многих других.

## Космическая выставка Space Expo

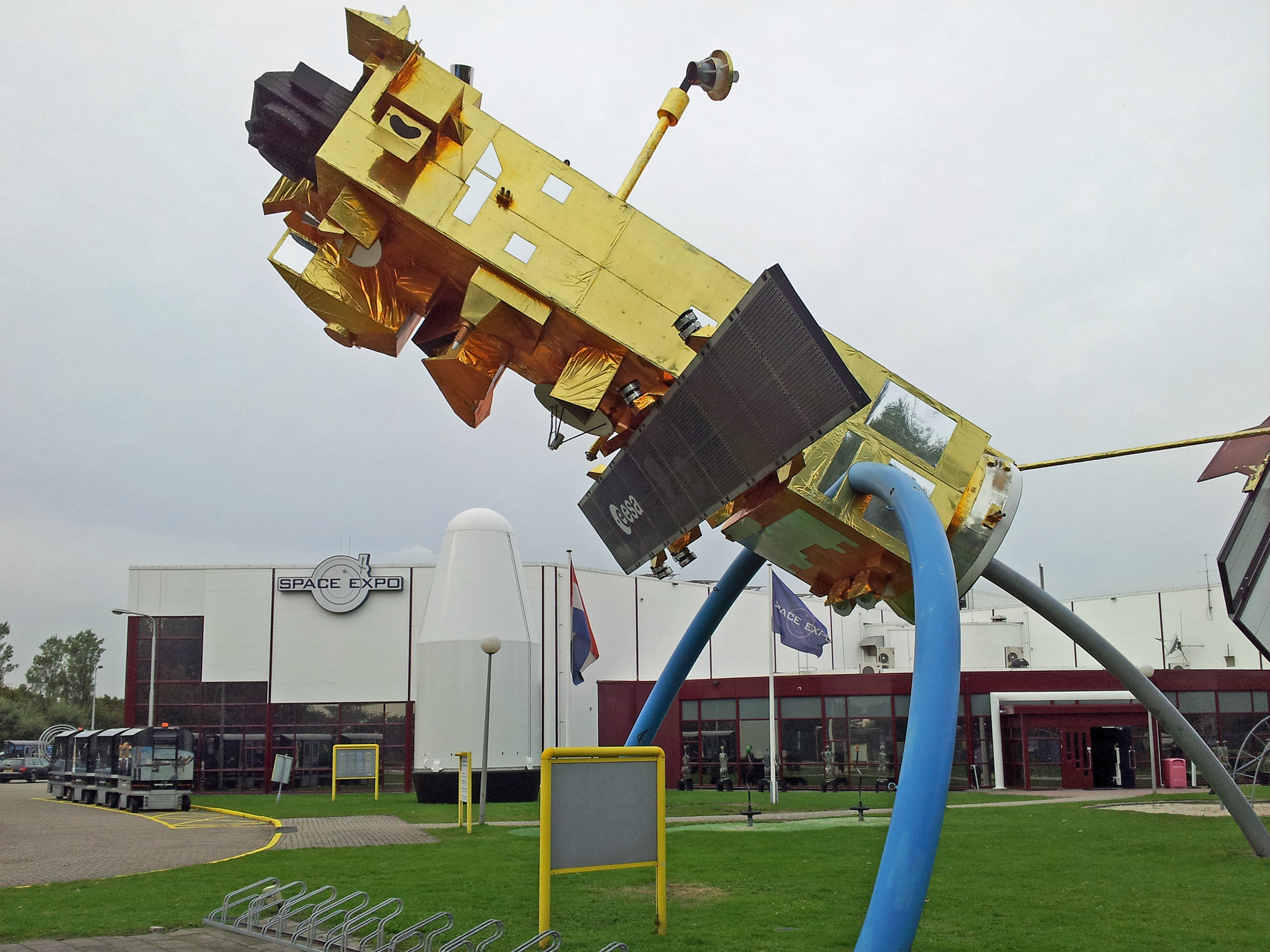
Космическая выставка в 2013 году

Space Expo — это постоянно действующая выставка, посвящённая исследованию космоса, в комплексе ESTEC в Нордвейке. Она была открыта в 1990 году королевой Нидерландов Беатрикс и принцем Фризо Оранско-Нассауским. Ежегодно выставку посещают более 100 000 человек.